# Cezariusz Lesisz
Cezariusz Mirosław Lesisz (ur. 17 czerwca 1959 we Wrocławiu) – polski menedżer, działacz opozycji antykomunistycznej. W latach 2018–2024 prezes Agencji Rozwoju Przemysłu.

## Życiorys
Absolwent Wydziału Budownictwa Lądowego Politechniki Wrocławskiej (1988). W czasach studenckich działacz Niezależnego Zrzeszenia Studentów. W 1980 współorganizator NZS na Politechnice Wrocławskiej. W dniach 11–13 grudnia 1981 uczestnik Kongresu Kultury Polskiej w Warszawie. W dniach 13–15 grudnia 1981 uczestnik strajku na PWr. W czerwcu 1982 współzałożyciel Solidarności Walczącej. Główny twórca wrocławskiej sieci kolportażu podziemnej prasy. Współorganizator podziemnych drukarni; autor artykułów w podziemnych czasopismach, m.in.: „Solidarność Walcząca”, „Solidarność Dolnośląska”, „Biuletyn Dolnośląski”, „BIS”, „Walka”. Zaufany współpracownik przewodniczącego SW Kornela Morawieckiego. Do 2 września 1982 internowany i przetrzymywany w Ośrodku Odosobnienia w Strzelinie. W latach 1989–2011 na emigracji w USA.
Był bliskim współpracownikiem Mateusza Morawieckiego w okresie sprawowania przez niego funkcji rządowych. Pełnił m.in. funkcję szefa gabinetu politycznego ministra rozwoju i finansów oraz pełnomocnika ministra finansów do kontaktów z Parlamentem RP i organizacjami pozarządowymi. Od grudnia 2016 do listopada 2018 był członkiem rady nadzorczej Agencji Rozwoju Przemysłu, a w latach 2017-2018 przewodniczył radzie nadzorczej Totalizatora Sportowego. Był również członkiem rady nadzorczej KGHM Metraco. W listopadzie 2018 objął funkcję prezesa zarządu ARP. W kwietniu 2024 został odwołany z tego stanowiska.

## Odznaczenia
- 2007 – Krzyż Kawalerski Orderu Odrodzenia Polski za wybitne zasługi w działalności na rzecz przemian demokratycznych w Polsce, za osiągnięcia w podejmowanej z pożytkiem dla kraju pracy zawodowej i społecznej[6]
- 2017 – Krzyż Wolności i Solidarności[7]